# Nicolás Bruno
Nicolás Bruno (24 de fevereiro de 1989) é um voleibolista profissional argentino.

## Carreira
Nicolás Bruno é membro da seleção argentina de voleibol masculino. Em 2016, representou seu país nos Jogos Olímpicos de Verão no Rio de Janeiro, que ficou em quinto lugar.
Em 2019 conquistou a medalha de ouro na edição dos Jogos Pan-Americanos de Lima sendo o melhor jogador da competição (MVP).

## Prêmios individuais
- MVP dos Jogos Pan-Americanos de 2019